# Upytė
Upytė är en ort i Litauen.   Den ligger i kommunen Panevėžio rajono savivaldybė och länet Panevėžys län, i den centrala delen av landet, 130 km nordväst om huvudstaden Vilnius. Upytė ligger 56 meter över havet och antalet invånare är 577.
Terrängen runt Upytė är mycket platt. Runt Upytė är det glesbefolkat, med 20 invånare per kvadratkilometer. Närmaste större samhälle är Panevėžys, 11,9 km nordost om Upytė. Trakten runt Upytė består till största delen av jordbruksmark.